# ビーサン跳ばし選手権
ビーサン跳ばし選手権（ビーサンとばしせんしゅけん）は、神奈川県茅ヶ崎市発祥のビーチサンダルを蹴り跳ばした飛距離を競う競技大会である。
運営はビーサン協会が行っている。

## 概要
1990年に神奈川県茅ヶ崎市で海岸環境保護活動の一環で生まれた。
開催は全国各地で行われており、岩手県、山形県、茨城県、埼玉県、東京都、神奈川県、静岡県、石川県、新潟県、兵庫県、愛知県、高知県、岡山県、鹿児島県、沖縄県での開催実績がある。
毎年9月に行われている石川県金沢市での大会では、現在のところ唯一の団体戦ルールが適用されている。FM石川などが後援につき100チーム300人前後の出場者がいるなど大規模に開催されている。
全国各地の大会入賞者だけが出場する、キングオブキッカーを決める第１回ビーサン跳ばしクラシックが2012年に開催されている。
基本的には飛距離を競うという競技ルールだが、稀にターゲットの近くを狙ってビーサンを蹴るルールや、グルグルと回ってからビーサンを蹴るなど遊戯的なルールを採用するケースもある。

## ルール
「参加者全員でビーチクリーン（海岸清掃）をする」というビーサン跳ばしの公式ルールがある。
横5ｍ、その両端から2本縦35ｍのラインを引いたコートで行う。ビーサン協会の公式ビーチサンダルの片方(左右いずれでもよい)をビーサン跳ばしコート内に落ちるように遠くに跳ばす。

## 主要大会優勝者
※公式ページ発表より

## 参加歴のある著名人
- チェリー吉武(お笑いタレント)：2018年4月28日 湘南祭大会
- サザンシャーク(プロレスラー)：2019年7月 茅ヶ崎ほのぼのビーチ大会

## メディア
時期詳細不明
- NHK:首都圏ネットワーク

日本テレビ :TVおじゃマンボウ、オジサンズ11、ぶらり途中下車の旅
- TBS :JNNニュースの森
- フジテレビ :めざましテレビ、晴れたらいいねッ!Let'sコミミたい隊、北野ちゃんねる、ともえちゃんフォークジャンボリー、　はやく起きた朝は…
- テレビ朝日: GIRSLS A GOGO!、にっぽん菜発見 そうだ、自然に帰ろう
- テレビ東京:元祖!でぶや、ハロー!モーニング
- TVK:ねぎ★スポ
- JCOM湘南: 夕スポ

2010年
- 読売テレビ 「大阪ほんわかテレビ」

2018年
- 恋んトスseason8 第5話
- 北國新聞

2019年
- 北國新聞

2021年
- NHK Eテレ 天才てれびくんhello,

## テーマソング
2004年〜 テミヤン『まるげのビーサン』
2016年〜 宮林愛美 『サニーデー』